# Bogdan Lis
Pour les articles homonymes, voir Lis.
Ne doit pas être confondu avec Tomasz Lis.
Bogdan Jerzy Lis, né le 10 novembre 1952  à Gdańsk, est un syndicaliste et homme politique polonais.

## Biographie
Après avoir effectué des études secondaires techniques à l'école de mécanique du port de Gdańsk et où il est embauché comme mécanicien, il participe aux protestations ouvrières de décembre 1971 sur le littoral polonais et est emprisonné quelques mois. 
En 1978, il prend part à la création des syndicats libres du littoral (Wolne Związki Zawodowe Wybrzeża - WZZ) et est un des fondateurs avec Lech Wałęsa en août 1980 du Międzyzakładowy Komitet Strajkowy (comité de grève interentreprise) qui donnera naissance à Solidarność.
Il est alors vice-président de la Région de Gdańsk et membre des instances nationales du syndicat indépendant Solidarność. Il prend part à de nombreuses négociations avec les gouvernements. 
Pendant l'état de guerre, il échappe à l'internement est un des responsables de l'organisation clandestine de Solidarność. 
En 1989 il participe à la table ronde qui aboutit à la reconnaissance du syndicat indépendant et aux premières élections libres en Pologne depuis la seconde guerre mondiale.
Il est élu sénateur de la première législature post communiste (1989-1991) et de nouveau élu au parlement (député à la diète) depuis 2007 après s'être porté candidat sans succès aux scrutins précédents de 2001 et 2005.
De 1998 à 2002 il appartient à la diétine (conseil régional) de la voïvodie de Poméranie.
En 2006, il est décoré de l'Ordre Polonia Restituta.

## Appartenance politique
Bogdan Lis appartient dès 1989 au parti de Tadeusz Mazowiecki et Bronisław Geremek dans ses différentes formes : Mouvement civique Action démocratique (1989-1991), Union démocratique (1991-1994), Union pour la liberté (1994-2005), Parti démocrate - demokraci.pl (à partir de 2005). 
Il quitte ce dernier parti en 2008, à la suite de la rupture de l’alliance Lewica i Demokraci au parlement, avant de rejoindre en 2009, comme Władysław Frasyniuk et d'autres, le Stronnictwo Demokratyczne (Parti démocratique).